# Lögrétta
Lögrétta (Nòrdic antic: Consell de la Llei) va ser durant el període de l'Estat Lliure d'Islàndia la màxima institució legislativa de l'Althing (parlament) a l'edat mitjana d'Islàndia. Era l'òrgan que interpretava les lleis sobre les disputes entre els colons vikings i posteriorment els terratinents i bóndi islandesos, entre altres rols.
El seu origen és tan antic com la mateixa fundació de l'Althing el 930. La seva composició original era de 39 goðar i 9 suplents. Cada goði disposava de dos assessors que s'asseien un darrere i un altre davant seu. Amb l'entrada del cristianisme, els dos bisbes de l'illa també van ocupar un lloc predominant en l'assemblea però sense assessors.
Un lögsögumaður presidia les sessions que es convocaven cada dos diumenges o més sovint si s'estimava oportú. Les sessions tenien lloc a cel obert, reunits en un cercle o rectangle i tothom podia ser present en les deliberacions encara que no tots estaven autoritzats a accedir a l'espai habilitat, reservat per als cabdills. No se sap on van tenir lloc aquestes sessions, però algunes fonts del segle xiii citen que va poder ser en un lloc anomenat lögberg (o roca de la llei) on una vegada a l'any el lögsögumaður recitava de memòria un terç de la llei.
La institució podia tenir atributs excepcionals per sobre de la llei, com el poder de ratificar tractats internacionals actuant en assumptes exteriors de l'illa com el pactat amb Olaf II el Sant (m. 1030), on van definir l'estat dels islandesos a Noruega i dels noruecs a Islàndia.
Després de la dissolució de l'Estat Lliure, la institució va seguir activa però únicament com a tribunal de justícia i capacitat legislativa limitada. Van desaparèixer els goði que van ser substituïts per una cort suprema de 36 homes, elegits entre 84 bóndi que representaven cada regió en l'Althing.
La institució va disposar de dos advocats que convocaven als membres de Lögrétta en grups de 6, 12 o 24 membres que jutjaven casos individuals. Segons el Jónsbók, els membres de Lögrétta havien de «jutjar afers legals que s'hi presenten i que siguin legítims».
Lögrétta va ser la màxima institució legal islandesa fins que va canviar la llei el 1593. El 1594 es va construir un edifici a l'oest per altres activitats relacionades amb l'antiga institució, que va estar vigent fins a la seva demolició el 1798. El congrés va abolir la figura de Lögrétta cap al 1800.